# Gora Tollja
Gora Tollja (Transkription von russisch Гора Толля) ist ein Nunatak in der antarktischen Ross Dependency. In der Queen Elizabeth Range ragt er südwestlich des Kieffer Knoll auf.
Russische Wissenschaftler benannten ihn. Namensgeber ist der deutschstämmige russische Naturforscher Eduard von Toll (1858–1902).